# Boghislao I di Pomerania

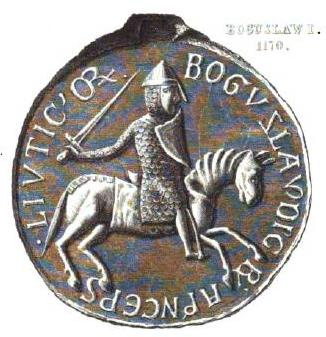
Sigillo di Boghislao I

Boghislao I di Pomerania (anche citato come Bogusław, Bogislaw e Boguslaus) (c. 1130 – 18 marzo 1187) fu duca di Pomerania dal 1145 fino alla morte.

## Biografia
Boghislao e suo fratello minore Casimiro erano figli del duca Vartislao I di Pomerania, il capostipite della dinastia Greifen, probabilmente dal suo secondo matrimonio con la principessa danese Ida. Ancora minorenni dopo la morte violenta del padre, entrambi dovettero prima cedere il governo del territorio allo zio Ratibor. Dopo la morte di questi nel 1156, i due fratelli governarono congiuntamente il Ducato di Pomerania.
Nel 1164 i fratelli si allearono con il principe obodrita Pribislavo di Meclemburgo e appoggiarono la sua rivolta contro il duca sassone Enrico il Leone. Furono sconfitti nella battaglia di Verchen, ma fu loro permesso di mantenere il loro ducato come feudo di Enrico. Come suoi fedeli vassalli, Boghislao e suo fratello parteciparono alla sconfitta dei Rani sull'isola di Rügen nel 1168, guidato dal re alleato Valdemaro I di Danimarca. Poiché né Enrico né i duchi della Pomerania ricevettero alcuna ricompensa da Valdemaro, seguì un lungo conflitto in cui le forze danesi saccheggiarono ripetutamente le tenute dei Greifen. La pace fu fatta nel 1177, ottenuta con il pagamento di grandi tributi al re danese.
Quando Casimiro fu ucciso nel 1180, presumibilmente combattendo contro le truppe d'invasione del margravio ascanico Ottone I di Brandeburgo a Demmin, Boghislao continuò a governare il ducato di Pomerania da solo. Un anno dopo, l'imperatore Federico I Barbarossa, che aveva rovesciato il suo rivale Welfen Enrico il Leone, concesse a Boghislao il Ducato di Slavinia (Slawia) come feudo. Il territorio del ducato e lo status di Boghislao come principe del Sacro Romano Impero rimangono incerti.
I conflitti con la Danimarca continuarono, quando nel 1184 Boghislao intraprese una campagna contro il Principato danese di Rügen per conto dell'imperatore. Tuttavia questa fallì quando la marina della Pomerania fu affondata nella baia di Greifswald. Dopo diversi contrattacchi, Boghislao dovette sottomettersi e considerare il suo ducato come feudo del re Canuto VI di Danimarca nel 1185.
Il duca Boghislao morì nel 1187 e fu sepolto nell'abbazia di Usedom. Gli successe i figli superstiti Boghislao II (c. 1177-1220) e Casimiro II. Nel 1238 Papa Gregorio IX usò per Boghisalo il titolo di duce Cassubie.

## Matrimonio e discendenza
Boghislao fu prima sposato con Walburgis di Danimarca (morta nel 1177), figlia del re Valdemaro I di Danimarca e Sofia di Minsk, e in seconde nozze con Anastasia della Grande Polonia, figlia di Mieszko (Miecislao) III, Duca della Grande Polonia ed Eudoksia di Kiev. Ebbe in tutto 5 figli.
Con Walburgis della Danimarca:
- Ratibor di Pomerania (1160–1183)
- Vartislao II, duca di Pomerania (1160–1184)

Con Anastasia della Grande Polonia:
- Boghislao II, duca di Pomerania (c. 1177 - 1220) che sposò Miroslawa di Pomerelia († 1233), figlia di Mestwin I di Pomerania e Swinislawa.
- Casimiro II, duca di Pomerania (1180 - 1219 circa), sposò Ingardis di Danimarca.
- Dobroslawa di Pomerania (prima del 1187 - 1226 circa)